# Lanrigan
Lanrigan település Franciaországban, Ille-et-Vilaine megyében. Lakosainak száma 144 fő (2022. január 1.). Lanrigan Combourg, Dingé és Saint-Léger-des-Prés községekkel határos.

## Népesség
A település népességének változása:
| Lakosok száma | 132  | 107  | 104  | 119  | 149  | 151  | 152  | 157  | 159  | 144  |
|               | 1968 | 1982 | 1990 | 2006 | 2013 | 2015 | 2017 | 2019 | 2020 | 2022 |